# SN 1994af
SN 1994af – supernowa typu II odkryta 27 listopada 1994 roku w galaktyce A030521-1211. W momencie odkrycia miała maksymalną jasność 18,00m.